# Интерферометрија
Интерферометрија је скуп техника у којима су таласи (углавном електромагнетни) преклопљени да би се изазвао феномен интерференције, да би се добиле информације о таласима. Интерферометрија је важна истражна метода у астрономији, оптичким влакнима, инжењерској метеорологији, оптичкој метеорологији, геодезији, океанографији, сеизмологији, квантној механици, нуклеарној физици, физици честица итд.‍:1–2
Интерферометри су уређаји који екстрахују информације из интерференције. Они се широко користе у науци и индустрији за мерење микроскопских померања, промена индекса преламања и површинских неправилности. У случају већине интерферометара, светлост из једног извора је подељена на два снопа која путују различитим оптичким путевима, који се затим поново комбинују да би произвела интерференција; два инкохерентна извора такође могу произвести интерференцију под неким околностима. Резултујуће интерференцијске траке дају информације о разлици у дужинама оптичке путање. У аналитичкој науци, интерферометри се користе за мерење дужина и облика оптичких компоненти са нанометарском прецизношћу; они су најпрецизнији постојећи мерни инструменти за дужину. У спектроскопији са Фуријеовом трансформацијом они се користе за анализу светлости која садржи карактеристике апсорпције или емисије повезане са супстанцом или смешом. Астрономски интерферометар се састоји од два или више засебних телескопа који комбинују своје сигнале, нудећи резолуцију еквивалентну резолуцији телескопа пречника једнаког највећој удаљености између његових појединачних елемената.

## Основни принципи
Интерферометрија користи принцип суперпозиције за комбиновање таласа на начин који ће узроковати да резултат њихове комбинације има неку смислену особину из које се може дијагнозирати првобитно стање таласа. Ово функционише, јер када се два таласа са истом фреквенцијом споје, резултујући патерн интензитета је одређен фазном разликом између два таласа - таласи који су у фази ће бити подвргнути конструктивној интерференцији, док ће таласи који су ван фазе претрпети деструктивну интерференцију. Таласи који нису у потпуности у фази, нити су потпуно ван фазе, имаће образац средњег интензитета, који се може користити за одређивање њихове релативне фазне разлике. Већина интерферометара користи светлост или неки други облик електромагнетног таласа.‍:3–12
Типично (погледајте слику 1, добро позната Мичелсонова конфигурација) један улазни сноп кохерентне светлости се подели на два идентична зрака помоћу раздељивача снопа (делимично рефлектујућег огледала). Сваки од ових снопова путује различитом рутом, која се назива путања, и они се рекомбинују пре него што стигну до детектора. Разлика у путањи, разлика у удаљености коју пређе сваки сноп, ствара фазну разлику међу њима. Ова уведена разлика у фазама ствара патерн сметњи између иницијално идентичних таласа.‍:14–17 Ако је један сноп подељен на две путање, онда је разлика у фази дијагностична све што мења фазу дуж стазе. Ово може бити физичка промена саме дужине путање или промена индекса преламања дуж путање.‍:93–103
Као што се види на сликама 2a и 2b, посматрач има директан поглед на огледало M1 које се види кроз раздељивач снопа, и види одбијену слику M′2 огледала 2. Траке се могу тумачити као резултат интерференције између светлости која долази са две виртуелне слике ′1 и ′2 изворног извора S. Карактеристике интерференционог узорка зависе од природе извора светлости и прецизне оријентације огледала и раздељивача зрака. На слици 2a, оптички елементи су оријентисани тако да су S′1 и ′2 у линији са посматрачем, а резултујући интерференцијски образац састоји се од кругова центрираних на нормали на M1 и M'2. Ако су, као на слици 2b, M1 и ′2 нагнуте једна према другој, интерференционе траке ће обично имати облик конусних пресека (хипербола), али ако се M′1 и ′2 преклапају, траке близу оса ће бити равне, паралелна и једнако размакнуте. Ако је S продужени извор, а не тачкасти извор, као што је илустровано, траке слике 2a се морају посматрати телескопом постављеним на бесконачност, док ће рубови са слике 2b бити локализовани на огледалима.‍:17
Употреба белог светла ће резултирати у патерну обојених рубова (видети слику 3).‍:26 Централна трака која представља једнаку дужину путање може бити светла или тамна у зависности од броја фазних инверзија које доживљавају два снопа док они прелазе кроз оптички систем.‍:26,171–172 (видети Мичелсонов интерферометар за дискусију о овоме.)

## Категорије
Интерферометри и интерферометријске технике се могу се категорисати према различитим критеријумима:

### Поређење хомодинске и хетеродинске детекције
У хомодинској детекцији, интерферометрија се јавља између два снопа на истој таласној дужини (или носећој фреквенцији). Фазна разлика између два снопа резултира променом интензитета светлости на детектору. Резултирајући интензитет светлости након мешања ова два снопа се мери, или се посматра или снима патерн интерференционих трака. Већина интерферометра о којима се говори у овом чланку спада у ову категорију.
Хетеродинска техника се користи за (1) пребацивање улазног сигнала у нови опсег фреквенција, као и (2) појачавање слабог улазног сигнала (под претпоставком употребе активног миксера). Слаб улазни сигнал фреквенције 1 помешан је са јаком референтном фреквенцијом 2 локалног осцилатора (ЛО). Нелинеарна комбинација улазних сигнала ствара два нова сигнала, један на збиру  две фреквенције, а други на разлици . Ове нове фреквенције називају се хетеродини. Обично се жели само једна од нових фреквенција, а други сигнал се филтрира са излаза миксера. Излазни сигнал ће имати интензитет пропорционалан производу амплитуда улазних сигнала.
Најважнија и широко коришћена примена хетеродинске технике је у суперхетеродинском пријемнику (суперхет), који је изумио амерички инжењер Едвин Хауард Армстронг 1918. У овом колу се улазни радио-фреквенцијски сигнал са антене меша са сигналом локалног осцилатор (ЛО) и хетеродинском техником конвертује у сигнал ниже фиксне фреквенције који се назива интермедијерна фреквенција (ИФ). Овај ИФ сигнал се појачава и филтрира, пре него што се примени на детектор који издваја аудио сигнал, који се шаље на звучник.
Оптичка хетеродинска детекција је проширење хетеродинске технике на више (видљиве) фреквенције.
Док се оптичка хетеродинска интерферометрија обично изводи у једној тачки, такође је могуће извести ово на целом пољу.

### Двоструки пут наспрам заједничког пута
Интерферометар са двоструким путем је онај у којем референтни зрак и сноп узорка путују дуж различитих путева. Примери укључују Мичелсонов интерферометар, Твајман-Гринов интерферометар и Мах-Зехндеров интерферометар. Након што је пертурбиран интеракцијом са узорком који се испитује, сноп узорка се поново комбинује са референтним снопом како би се створио образац интерференције који се затим може тумачити.‍:13–22
Интерферометар заједничке путање је класа интерферометра у којој референтни зрак и сноп узорка путују по истој путањи. Слика 4 приказује Сагнаков интерферометар, жироскоп са оптичким влакнима, интерферометар тачкасте дифракције и интерферометар са бочним смицањем. Други примери уобичајеног интерферометра путање су Зерников фазно-контрастни микроскоп, Фреснелова бипризма, Сагнак са нултом површином и интерферометар распршене плоче.